# الدقاق (يهر)

تعديل مصدري - تعديل

الدقاق هي إحدى قرى عزلة يهر بمديرية يهر التابعة لمحافظة لحج، بلغ تعداد سكانها 165 نسمة حسب تعداد اليمن لعام 2004.